# Poecilopsetta inermis
Poecilopsetta inermis is een straalvinnige vissensoort uit de familie van schollen (Pleuronectidae). De wetenschappelijke naam van de soort is voor het eerst geldig gepubliceerd in 1927 door Breder.